# ELECTRIZE
『ELECTRIZE』（エレクトライズ）は、move初のVHS映像作品である。

## 概要
- 特殊な箱形のセットの中で撮影された。
- 初回特典はオリジナル特製METALキーホルダー付。

## 収録曲
1. ROCK IT DOWN
2. around the world
3. over drive
4. Rage your dream